# Кремозано
Кремоза̀но (на италиански: Cremosano, на местен диалект: Cremusà, Кремуза) е село и община в Северна Италия, провинция Кремона, регион Ломбардия. Разположено е на 82 m надморска височина. Населението на общината е 1776 души (към 2017 г.).